# Мельников, Александр Тихонович (партийный деятель)
Александр Тихонович Мельников (5 августа 1936, село Хотиловичи Кричевского района Могилевской области, теперь Республика Беларусь — † 2004) — советский партийный деятель, председатель Херсонского облисполкома. Член Ревизионной комиссии КПУ в 1981—1990 г. Член ЦК КПУ в 1990—1991 г. Депутат Верховного Совета УССР 11-го созыва.

## Биография
Родился в семье сельского учителя. Окончил Суражский учительский институт.
С 1955 — учитель физики и математики Дзилебкинской семилетней школы Дахадаевского района Дагестанской АССР. Служил в Советской армии. В 1958—1959 г. — инструктор Цюрупинского районного комитета ЛКСМУ. С 1959 — 2-й, 1-й секретарь Цюрупинского районного комитета ЛКСМУ.
В 1963 году окончил Херсонский государственный педагогический институт имени Крупской (учитель математики).
В 1963—1967 г. — заведующий отделом, 2-й секретарь Херсонского областного комитета ЛКСМУ. В 1967—1973 г. — 1-й секретарь Херсонского областного комитета ЛКСМУ.
В 1973—1975 г. — 1-й секретарь Днепровского районного комитета КПУ города Херсона. В 1975—1980 г. — заведующий отделом организационно-партийной работы Херсонского областного комитета КПУ. В 1977 году окончил заочно Высшую партийную школу при ЦК КПСС по специальности «политология».
В марте 1980 — июле 1987 г. — 2-й секретарь Херсонского областного комитета КПУ.
11 июля 1987 — март 1991 г. — председатель исполнительного комитета Херсонского областного совета народных депутатов. В марте 1991—1992 г. — 1-й заместитель председателя исполнительного комитета Херсонского областного совета народных депутатов.
23 марта 1992 — 21 июля 1994 г. — представитель Президента Украины в Херсонской области.
С 1997 — некоторое время был председателем Херсонской областной организации Всеукраинского объединения «Громада».

## Награды
- орден Трудового Красного Знамени
- орден Знак Почета
- медали